# Čestný pamětní odznak Za službu míru
Čestný pamětní odznak Za službu míru je vojenské resortní vyznamenání České republiky.

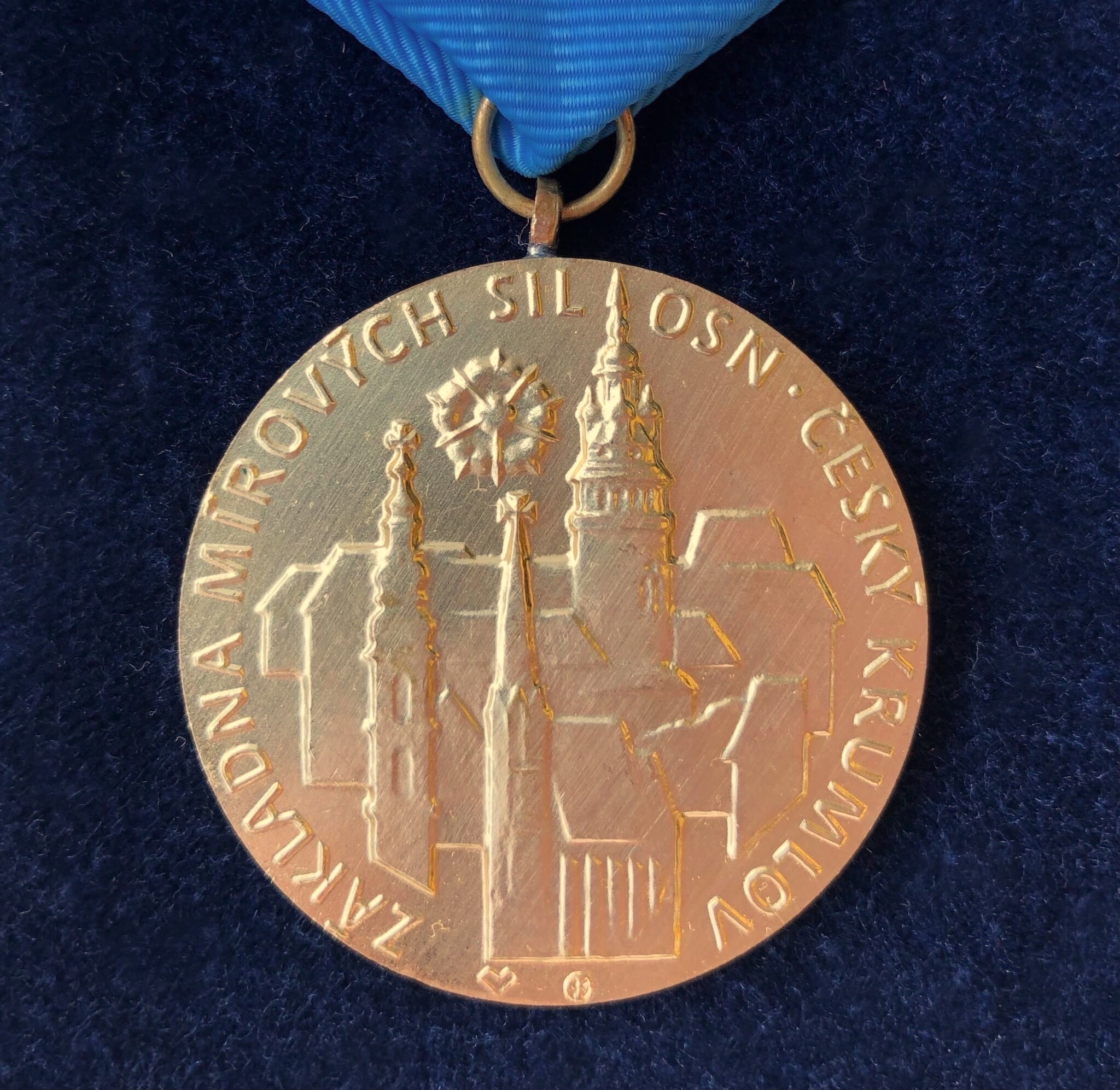
Čestný pamětní odznak Za službu míru – revers

## Historie a podoba vyznamenání

### Zavedení vyznamenání
Zřízen byl rozkazem ministra obrany České republiky ze dne 28. března 1995, Věstník MO č. 22/1995.

### Kritéria udělení
Uděloval se za plnění úkolů v mírových silách OSN, jmenovitě osobám, které projevily iniciativní přístup k plnění a zabezpečování úkolů v mírových silách Organizace spojených národů. Jeho nositeli se stali jak vojáci AČR, občanští zaměstnanci, kteří vzorně reprezentovali AČR v mírových silách OSN, tak příslušníci ozbrojených sil cizích států, kteří spolupracovali s AČR při přípravě a výkonu služby v mírových ozbrojených silách OSN.

### Popis
Čestný pamětní odznak Za službu míru má podobu medaile o průměru 35 mm a je ražen ze žlutého kovu. Zavěšený je na světlemodré stuze. 
Autorem návrhu je akademický sochař Michal Vitanovský. Dle autorské značky stylizovaných písmen MV do tvaru srdce. Medaile byly raženy v mincovně Kremnica na Slovensku, viz značka výrobce MK v kolečku.

#### Avers
Medaile má na lícové straně emblém OSN a českého lva ve francouzském štítě, nad ním text „UN FORCES“, pod ním „ČESKÁ REPUBLIKA“. 

#### Revers
Na zadní straně je opis „ZÁKLADNA MÍROVÝCH SIL ČESKÝ KRUMLOV“, uprostřed stylizovaný reliéf Českého Krumlova s pětilistou růží.

### Stužka
Stužka má velikost 38×11 mm, uprostřed je kruhový emblém v barvě bronzu o průměru 11 mm s českým lvem. Nosí se na levé straně prsou za vyznamenáními a medailemi.